# 紅蓮 (曲)
「紅蓮」（ぐれん）は、the GazettEの楽曲。流鬼が作詞、the GazettEが作曲を手掛けた。the GazettEの12枚目のシングルとして2008年2月13日にキングレコードから発売された。

## 解説
シルバーアクセサリーブランド「ジェムケリー」のCMソングであり、メンバー全員で出演している。またこの曲でNHKの『MUSIC JAPAN』にも出演している。初回特典は3面紙ジャケット仕様+「紅蓮」PV付属。

## 収録曲
1. 紅蓮
作詞:流鬼　作曲:the GazettE
  - RUKI原曲。詞は子供を死なせてしまった親をテーマにしており、『STACKED RUBBISH』収録の「BURIAL APPLICANT」を別の観点からとらえた曲。
2. 傀儡絵
作詞:流鬼　作曲:the GazettE
  - 葵原曲。葵曰く「遅いテンポでやるとなかなかのメタルになる。」とのこと。
3. 虚無の終わり 箱詰めの黙示
作詞:流鬼　作曲:the GazettE
  - 麗原曲。原曲の時点ではそんなに暗くはなかったそうだが、アレンジしていくうちに暗い感じになっていたという。「紅蓮-Auditory Impression-」のみに収録。